# Łukasz Maria Abgarowicz
Łukasz Maria Abgarowicz (Bydgoszcz; 18 de Outubro de 1949 —) é um político da Polónia. Ele foi eleito para a Sejm em 25 de Setembro de 2005 com 8239 votos em 16 no distrito de Płock, candidato pelas listas do partido Platforma Obywatelska.
Ele também foi membro da Sejm 2001-2005.